# 닛토덴코
닛토덴코 주식회사(일본어: 日東電工株式会社 닛토 덴코 가부시키가이샤[*], 영어: Nitto Denko Corporation)는 오사카시에 본사를 둔 기능성 화학 제조회사이다. 자동차, 주택, 사회 인프라, 가전, 디스플레이, 의료 등의 사회 여러 분야에 걸쳐 1만 3천개 이상의 제품을 제조하고 있다. 글로벌 니치 전략을 내세워 다수의 세계 점유율 1위 제품을 보유하고 있으며, 대표적으로는 액상TV에 사용되는 야광용 편광판, 액상용 의상차판, 열 박리시트, 천식치료약 등이 세계 점유율 1위이다. 또한 물의 정화, 해수담수화에 사용되는 역침투막 등도 세계적으로 큰 점유율을 가지고 있다.

## 개요
전신은 일동전기공업(日東電気工業)으로, 현재의 로고는 2013년부터 사용하고 있다. 자회사로는 니톰스 등이 있다. 맥셀홀딩스는 일동전기공업의 카셋트, 건전지사업을 1961년에 분리독립시킨 맥셀전기공업을 전신으로 하지만, 1964년 히타치제작소의 자회사가되어 현재는 관계없다.

## 사업 내용
LCD TV, 스마트폰, 컴퓨터, 자동차, 의료관련 제품 등에 사용되는 중간재료를 폭넓게 전개하고 있다. 'Global Niche Top'을 경영전략으로 내세워, 성장하는 시장을 선택하여 기업 고유의 차별화기술을 살릴 수 있는 틈새 분야를 공략함으로써 그 분야에서 세계 No.1의 점유율을 목표로 한다. 액정 디스플레이등에 쓰이는 액정용 편광판, 액정용 위상차판,천식치료약 등 세계 시장에서 점유율 1위인 제품을 다수 가지고 있다.